# Timpanoplàstia
La timpanoplàstia és l'operació quirúrgica realitzada per a la reconstrucció del timpà (membrana timpànica) i/o dels petits ossos de l'orella mitjana (ossicles).